# Alexa Canady
Alexa Irene Canady (7 de noviembre de 1950) es una doctora estadounidense en medicina retirada especializada en neurocirugía. Nació en Lansing, Míchigan y obtuvo ambos su bachiller y grado médico de la Universidad de Míchigan. Después de completar su residencia en la Universidad de Minnesota en el 1981, en donde fue la primera mujer negra en ser neurocirujana. Esto vino después de que la primera mujer americana fuera certificada por la junta de cirugía en 1960. Canady se especializó en neurocirugía pediátrica y fue la jefa de neurocirugía en el hospital de los niños en Michigan desde el 1987 hasta su jubilación parcial en 2001. Además de cirugía ella también realizó una investigación científica y era un profesora de neurocirugía en la Universidad Estatal de Wayne. Después de su jubilación, se mudó a Florida y mantuvo una práctica a tiempo en Pensacola Hospital de Corazón Sagrado hasta su jubilación por completo en enero del 2012. En 1989, Canady fue incluida en el Salón de la Fama de las Mujeres de Michigan y en 1993 ella también recibió el Premio del Presidente de la Asociación Médica Americana de Mujeres. La Dra. Canady era conocida entre sus colegas como una cirujana centrada en los pacientes que se preocupaba profundamente por cada uno de sus pacientes.

## Primeros años y Educación
Alexa Irene Canady nació en Lansing, Míchigan a Elizabeth Hortense ("Golden") Canady y Dr. Clinton Canady, Jr. Su madre era una educadora y expresidente nacional de la sororidad Delta Sigma Theta, Inc. También pasó años siendo activa en asuntos cívicos dentro de la ciudad de Lansing y su padre como dentista. Sus padres asistieron a la Universidad Fisk, donde se conocieron y luego se casaron en el cumpleaños número 18 de su madre justo antes del despliegue de su padre durante la Segunda Guerra Mundial. Su padre también se graduó de Odontología en el Colegio Médico de Meharry y su madre se graduó de la Universidad Fisk. Los padres de Canady le enseñaron sobre la importancia de la educación y trabajo duro cuando niña, lo cual finalmente la ayudaría a graduarse de la escuela secundaria con honores.
Canady y su hermano menor fueron criados fuera de Lansing y fueron los únicos dos estudiantes afroamericanos en su escuela. Su madre, expresidenta de Delta Sigma Theta Sorority Inc. y su padre dentista, le enseñaron la importancia de la educación desde temprana edad. Su madre una vez le dijo: "Deja que te hagan la ficha, — ¿y qué si eres la chica negra de la ficha?". Toma que token y gastarlo." Ella se enfrentó con prejuicios en la escuela, en un caso, un miembro de la familia que se estaba capacitando en psicología la probó a una edad temprana para medir su inteligencia, cuando obtuvo un puntaje alto en el examen, su familia se sorprendió porque su rendimiento en la escuela era solo promedio. Más tarde descubrieron que su profesor había sido cambiando sus puntuaciones de prueba con un estudiante blanco para cubrir arriba de su inteligencia.
Ellos afrontaron muchos obstáculos durante sus años escolares. Sin embargo, a pesar de estos obstáculos, Canady se destacó académicamente entre sus compañeros, tanto en la clase como al obtener puntajes altos en sus exámenes en la escuela. Antes de la universidad, Alexa Canady fue nominada como erudita nacional de logros en 1967. La Dra. Canady asistió a la Universidad de Míchigan, donde recibió su bachiller en zoología en 1971 y se convirtió en miembro de la sororidad Delta Sigma Theta. Su tiempo en la Universidad de Míchigan no estuvo exento de dificultades, casi abandonó la universidad en un momento debido a una "Crisis de Confianza", pero se enteró de una beca minoritaria en medicina y decidió seguirla. Luego recibió a su M.D. con honores cum laude de la Universidad de Medicina en Michigan en 1975. En la escuela de medicina, Canady sintió como si ella y las otras estudiantes fueran a menudo ignoradas por los profesores. Esto solo la motivó para trabajar más duro. Aunque inicialmente tenía interés en la medicina interna, la Dra. Canady decidió estudiar en neurocirugía después de enamorarse de la neurología durante sus primeros dos años de escuela de medicina. Se decidió por esta especialidad contra las recomendaciones de sus asesores. Sabiendo que obtener una residencia como estudiante negra sería difícil, Canady comenzó a construir su currículum, leyendo innumerables artículos y asistiendo a todas las conferencias y seminarios que pudo, a veces haciendo preguntas solo para darse a conocer en el pequeño campo. Su gran aprecio por la fluidez de la anatomía humana le sería útil en su campo competitivo.
Luego se convirtió en pasante quirúrgica en el Hospital Yale-New Haven de 1975-1976, rotando bajo el Dr. William F. Collins. Aunque era una estudiante excepcional, todavía enfrentaba prejuicios y comentarios discriminatorios, ya que era la primera mujer negra y femenina en el programa. En su primer día como intern, le dijeron que "debe ser nuestro nuevo paquete de igualdad de oportunidades". A pesar de estos prejuicios, sus colegas médicos la eligieron como una de las mejores residentes.
Después de completar su internado, ella fue a la Universidad de Minnesota para su residencia, convirtiéndose en la primera mujer afroamericana de neurocirugía residente en los Estados Unidos. Aunque ha declarado que no estaba centrada en la historia que estaba haciendo, después de mudarse a Pensacola, Florida en 2001, se dio cuenta de la importancia de sus logros y de lo que significaba para otros afroamericanos y mujeres en medicina.

## Carrera e investigación científica
En 1982, después de terminar la residencia, el Dr. Canady decidió especializarse como neurocirujana pediátrica, convirtiéndose en la primera mujer afroamericana en hacerlo. Ella eligió la pediatría debido a su amor por los niños en la sala de pediatría durante su residencia y declaró "nunca dejó de sorprenderme lo felices que estaban los niños". Como cirujana centrada en el paciente, era conocida por jugar videojuegos con sus pacientes pediátricos y establecer relaciones con cada paciente.
Comenzó a practicar por un corto tiempo en el Hospital Henry Ford antes de ir a trabajar al Hospital de Niños de Michigan. Luego se convirtió en la primera mujer afroamericana en ser neurocirujana certificada por la junta en 1984. Se convirtió en Jefa de Neurocirugía en el Hospital de Niños de Michigan en 1987 y ocupó el cargo hasta su retiro parcial en 2001. Durante su tiempo como Jefa, se especializó en anormalidades espinales congénitas, hidrocefalia, traumatismos y tumores cerebrales. Mientras inicialmente estaba preocupada por cómo iba a ser recibida por sus colegas, pero rápido ganó admiración por ser una cirujana centrada pacientes. En una entrevista reciente declaró, “ Es divertido hacer que las personas se sientan mejor”.
Durante sus años en el Hospital de Niños de Michigan, la Dra. Canady también continuó investigando con la Universidad Estatal de Wayne. En donde ejerció como Profesora de neurocirugía. Su trabajo y logros han abierto la puerta para que muchos cirujanos sean de todas las razas y géneros. Desde 2001 hasta su jubilación en 2012, la Dra. Canady trabajó como cirujana a tiempo parcial y consultora en el Hospital del Sagrado Corazón en Pensacola, Florida. Después de mudarse a Pensacola, la Dra. Canady inicialmente se consideró retirada. Sin embargo, después de conocer a los médicos locales y darse cuenta de la necesidad de una neurocirujana pediátrica en el área, el Dr. Canady decidió unirse al personal del Hospital del Sagrado Corazón, trabajando a tiempo parcia.. Además de su carrera como cirujana, la Dra. Canady continuó investigando con la Universidad estatal de Wayne. Esta investigación finalmente conduciría al desarrollo de una derivación antisifón que ayuda a tratar la hidrocefalia. En una entrevista reciente sobre por qué cree que los estudiantes deberían elegir la neurocirugía, afirma: "Es intelectualmente desafiante, uno se pone un poco drogado cuando todos dicen 'ah, el neurocirujano está aquí'". La Dra. Canady continúa siendo una defensora de su profesión y de la diversidad en la medicina.

## Premios y honores
Canady fue incluida en el Salón de la Fama de las Mujeres de Michigan en 1989. Canady recibió el Premio del Presidente de la Asociación Médica Americana de Mujeres en 1993 y en 1994 recibió el Premio al Servicio Distinguido de la Facultad de Medicina de la Universidad Estatal de Wayne. En 1984 fue nombrada Maestra del Año por Children's Hospital of Michigan. Recibió un Premio Candace de la Coalición Nacional de 100 Mujeres Negras en 1986. Es miembro del Congreso de Cirujanos Neurológicos, la Asociación Americana de Cirujanos Neurológicos, la Sociedad de Neurocirugía Pediátrica y el Colegio Americano de Neurocirugía.
También recibió tres títulos honoríficos: doctora en letras humanitarias, títulos honorarios de la Universidad de Detroit-Mercy en 1997 y la Universidad Roosevelt en 2014, y doctora en ciencias de la Universidad del Sur de Connecticut en 1999.
La Dra. Canady también apareció en una breve animación del Mes de la Historia Negra de Nickelodeon que se emitió en febrero de 2015 para celebrar su logro de ser la primera mujer afroamericana en convertirse en neurocirujana.
La Dr. Canady ha declarado que no le gusta llamar la atención o ser famosa. Más bien ella ha dicho que si haces un buen trabajo, el resto no importa.